# ГЕС Пікада
ГЕС Пікада — гідроелектростанція в Бразилії на південному сході штату Мінас-Жерайс. Використовує ресурс річки Rio do Peixe, правої притоки Параїбуни, яка, своєю чергою, є лівою притокою Параїби-ду-Сул (впадає в Атлантичний океан між Ріо-де-Жанейро та Віторією).
У межах проєкту річку перекрили греблею з ущільненого котком бетону висотою 32,4 метра та довжиною 94 метри, яка утримує водосховище з площею поверхні 1,1 км2 та об'ємом 7,1 млн м3 (корисний об'єм 0,5 млн м3). Зі сховища вода подається у прокладений через лівобережжя річки дериваційний тунель довжиною 2,5 км, який після балансувальної камери переходить в напірний водовід довжиною 0,4 км та діаметром 3,5 метра.
Машинний зал обладнали двома турбінами типу Френсіс потужністю по 25 МВт, що працюють з напором у 132,7 метра (чистий напір 127,9 метра) та повинні забезпечувати виробництво 236 млн кВт·год електроенергії на рік.